# دهستان حسین‌آباد شمالی
دهستان حسین‌آباد شمالی نام دهستانی در بخش حسین‌آباد شهرستان سنندج، استان کردستان در ایران است. براساس سرشماری مرکز آمار ایران در سال ۱۳۹۵، جمعیت آن ۳۱۶۴ نفر (در ۹۰۶ خانوار) بوده‌است.
این دهستان قبل از تقسیمات کشوری سال ۱۳۹۵ جزو شهرستان دیواندره بود که با تصویب تقسیمات کشوری این دهستان از شهرستان دیواندره منتزع و به شهرستان سنندج ضمیمه شد.